# Таводок
Таводок (устар. Падь Таводок) — река на полуострове Камчатка в России.
Длина реки — 20 км. Впадает в реку Щапина слева на расстоянии 146 км от устья.
По данным государственного водного реестра России относится к Анадыро-Колымскому бассейновому округу.
Код водного объекта — 19070000112120000014014.